# ليفي كوبر لان
ليفي كوبر لان (بالإنجليزية: Levi Cooper Lane)‏ هو جراح أمريكي، ولد في 9 مايو 1828 في سامرفيل في الولايات المتحدة، وتوفي في 9 فبراير 1902.